# NGC 904
NGC 904 is een elliptisch sterrenstelsel in het sterrenbeeld Ram. Het hemelobject werd op 13 december 1884 ontdekt door de Franse astronoom Édouard Jean-Marie Stephan.

## Synoniemen
- PGC 9112
- UGC 1852
- MCG 4-6-24
- ZWG 483.28
- NPM1G +27.0094